# Caligus mutabilis
Caligus mutabilis är en kräftdjursart som beskrevs av C. B. Wilson 1905. Caligus mutabilis ingår i släktet Caligus och familjen Caligidae. Inga underarter finns listade i Catalogue of Life.